# Ternera de Aliste

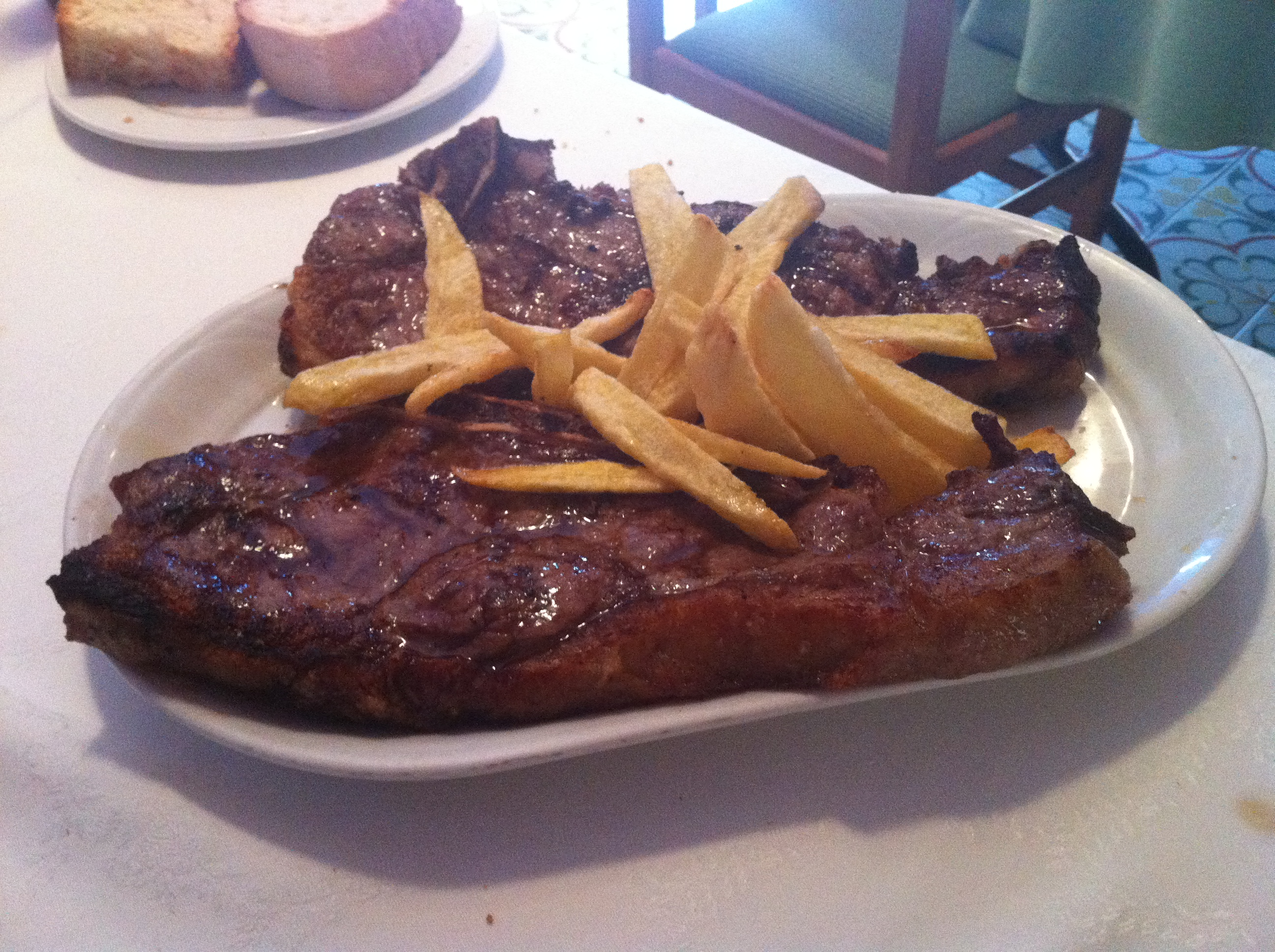
Chuletón alistano.

La ternera de Aliste es una carne con indicación geográfica protegida procedente de la comarca de Aliste (provincia de Zamora). Ubicada en la zona oeste de la provincia, puede incluir a Sayago y Sanabria. Recibió dicha certificación oficial el 17 de diciembre de 1999 y suele corresponder a la producción casi-artesanal de pequeños ganaderos. Uno de los platos que origina es el denominado "chuletón alistano" (similar al chuletón de Ávila) elaborado con la carne de este animal.  Durante los años 2003 y 2004 esta marca patrocinó a un equipo ciclista de categoría amateur.

## Tipología
En función de ciertas características como la edad, procedencia dentro de la comarca, etc, se pueden encontrar ciertas características:
- Ternera Lechal de Aliste: Consiste en animales que fundamentan su alimentación en la leche materna y no superan la edad de 6-7 meses. Suelen alimentarse dos veces al día los ejemplares bajo esta denominación.
- Ternera Pastera de Aliste: Se trata de terneras destetadas a diferentes edades
- Ternera Autóctona de Aliste: Son animales de razas autóctonas zamoranas “Alistana-sanabresa” así como “Sayaguesa” criadas en pureza.